# Bala fosa

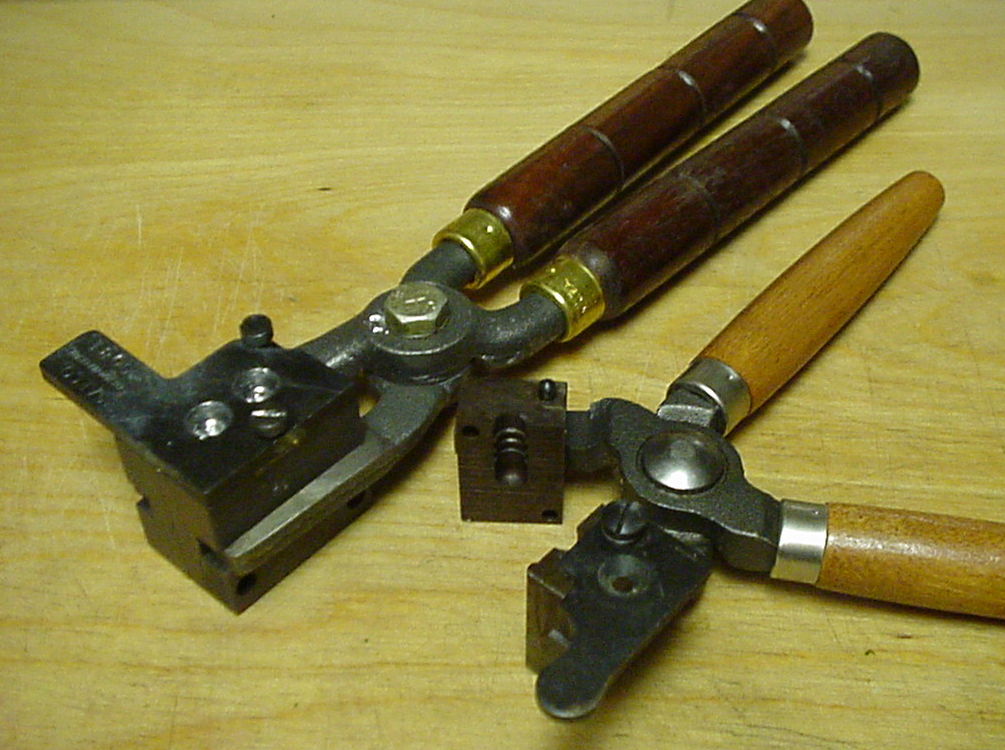
Dos motlles per a bales foses.

Una bala fosa es fa deixant que el metall fos solidifiqui en un motlle. La majoria de bales colades estan fetes d'un aliatge de plom amb estany i antimoni ; però els aliatges de zinc es van utilitzar quan el plom es va fer escàs i es pot tornar a utilitzar com a resposta a les preocupacions sobre la toxicitat del plom. La majoria dels fabricants comercials de bales utilitzen el procés de forja en fred en lloc de la fosa, però la fosa de bales segueix sent popular amb els recarregadors manuals . 

## Història

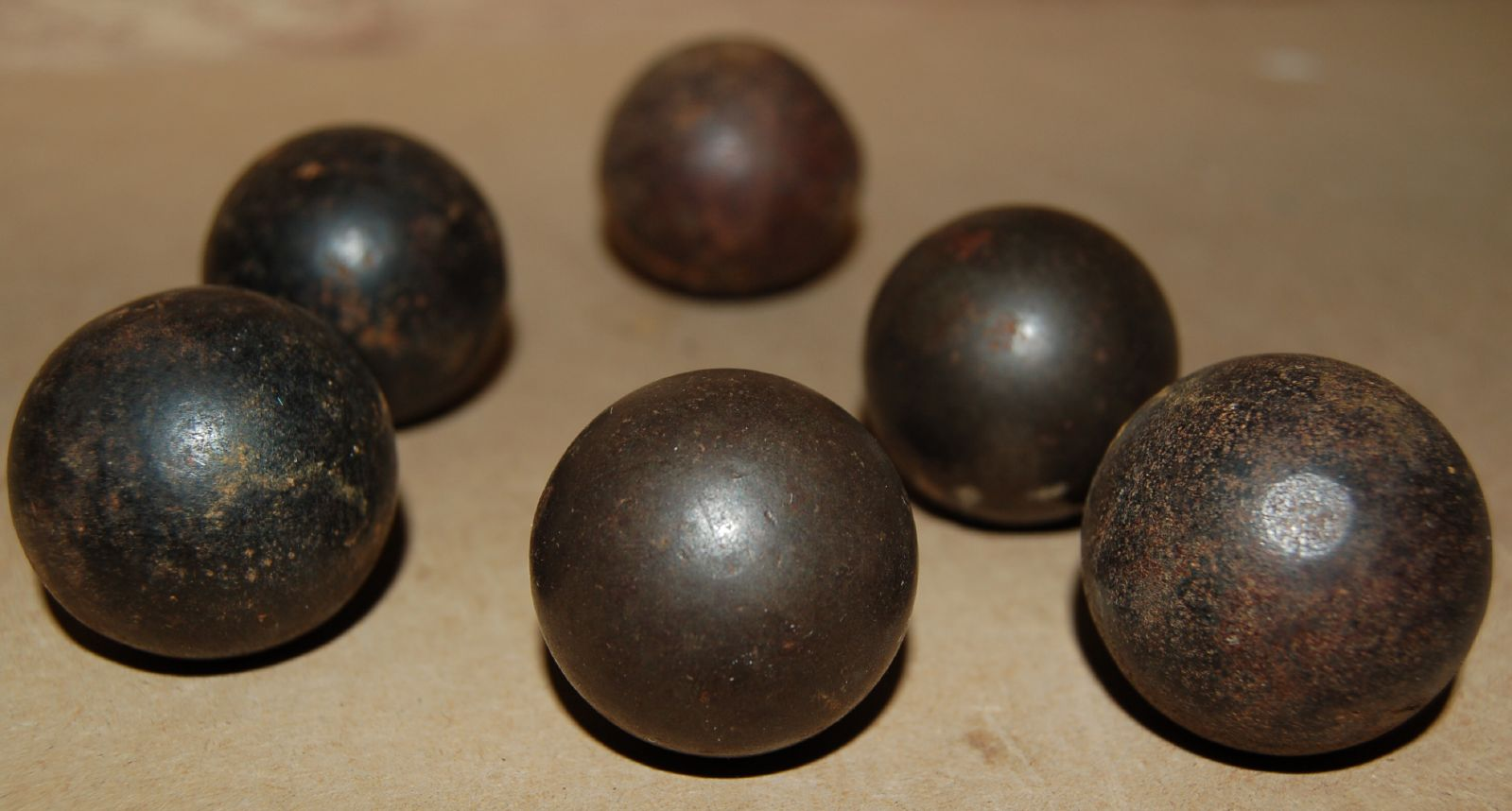
Les primeres bales esfèriques de fosa, trobades al lloc de la batalla de Naseby (1645), Northampton Museum and Art Gallery

La majoria de bales colades estan fetes d'un aliatge de plom amb estany i antimoni ; però els aliatges de zinc es van utilitzar quan el plom es va fer escàs i es pot tornar a utilitzar com a resposta a les preocupacions sobre la toxicitat del plom. La majoria dels fabricants comercials de bales utilitzen el procés de forja en fred en lloc de la fosa, però la fosa de bales segueix sent popular amb els carregadors manuals. 

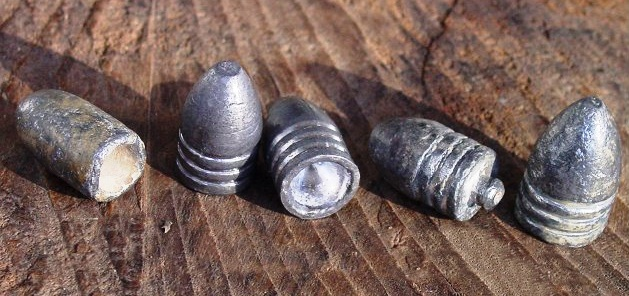
Les boles de minié de mitjans del es podien fos o estampar.

L'estampació, més que la fosa, es va convertir en una tècnica de fabricació preferida durant la revolució industrial del segle XIX; però les bales de fosa es van mantenir populars als primers cartutxos de pls negre amb vora com els .32-20 Winchester, .32-40 Ballard, .38-40 Winchester, .38-55 Winchester, .44-40 Winchester, .45 Colt i .45. -70. Els desavantatges es van fer evidents a mesura que les càrregues van passar a pólvora sense fum a finals del segle xix. Les càrregues de pólvora sense fum a major velocitat van provocar que el plom es fonés i es trenqués de les bales toves per romandre al canó després de disparar en petits dipòsits anomenats ploms. Els fabricants de munició militar d'alta velocitat van modificar el seu procés d'estampació de bales per aplicar una làmina fina de metall més resistent sobre la bala de plom suau. Tot i que van trigar diverses dècades a idear aliatges de jaqueta de bala i procediments de fabricació per duplicar la precisió de bales colades a velocitats més baixes; les bales encamisades eren més precises a la velocitat dels cartutxos de rifles militars del segle xx. Les bales amb camisa també van funcionar de manera més fiable i tenen menys probabilitats de deformar-se en el procés de càrrega mecànica de pistoles i metralladores autocarregables 
L'estampació, més que la fosa, es va convertir en una tècnica de fabricació preferida durant la revolució industrial del segle XIX; però les bales de fosa es van mantenir populars als primers cartutxos de pls negre amb vora com els .32-20 Winchester, .32-40 Ballard, .38-40 Winchester, .38-55 Winchester, .44-40 Winchester, .45 Colt i .45. -70. Els desavantatges es van fer evidents a mesura que les càrregues van passar a pólvora sense fum a finals del segle xix. Les càrregues de pólvora sense fum a major velocitat van provocar que el plom es fonés i es trenqués de les bales toves per romandre al canó després de disparar en petits dipòsits anomenats ploms. Els fabricants de munició militar d'alta velocitat van modificar el seu procés d'estampació de bales per aplicar una làmina fina de metall més resistent sobre la bala de plom suau. Tot i que van trigar diverses dècades a idear aliatges de jaqueta de bala i procediments de fabricació per duplicar la precisió de bales colades a velocitats més baixes; les bales encamisades eren més precises a la velocitat dels cartutxos de rifles militars del segle xx. Les bales amb camisa també van funcionar de manera més fiable i tenen menys probabilitats de deformar-se en el procés de càrrega mecànica de pistoles i metralladores autocarregables.

## Avantatges

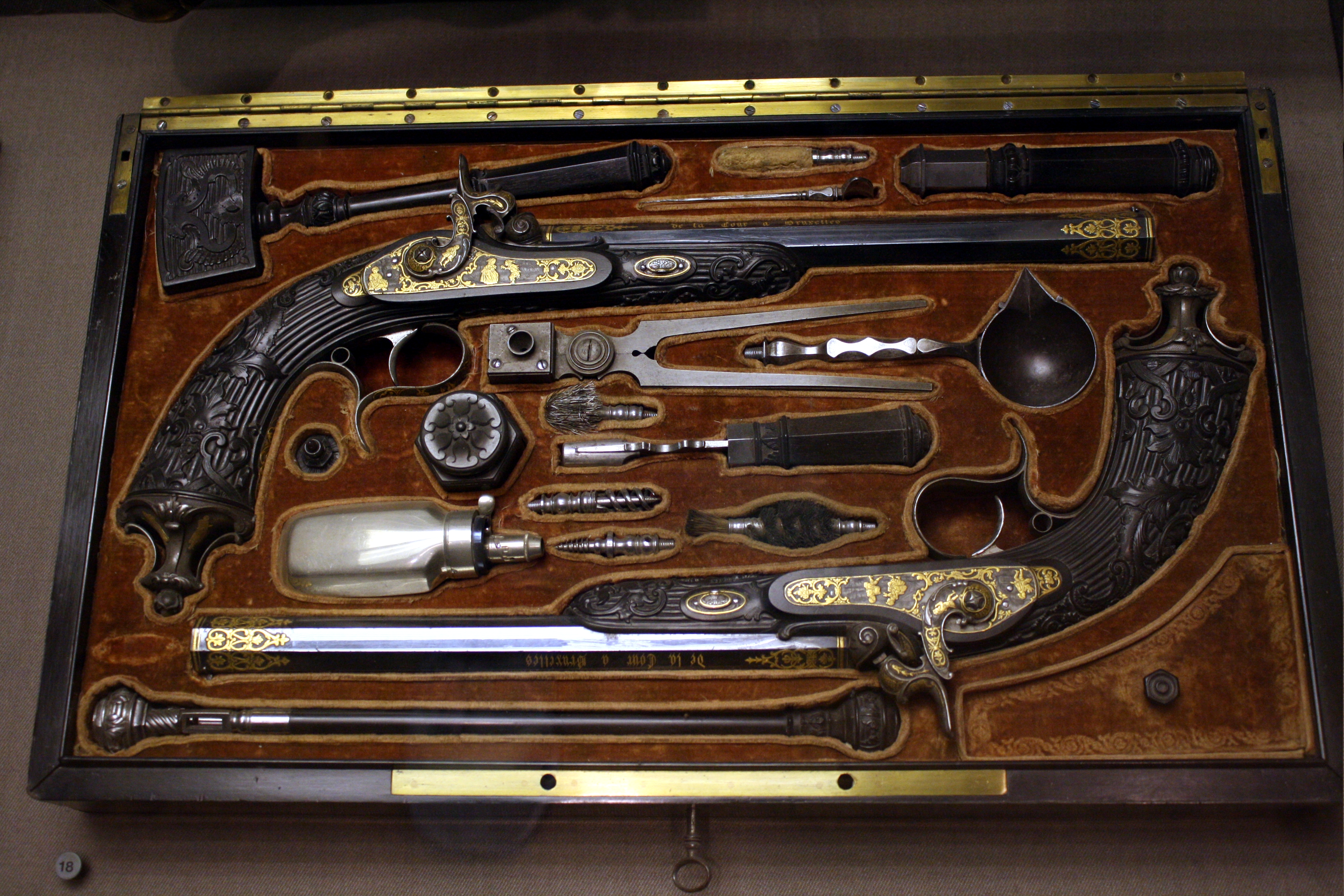
Un parell de pistoles de duel franceses del. El conjunt d'accessoris inclou un petit cullerot de fosa i un motlle de bala, de manera que el propietari pot fer les seves pròpies bales, Philadelphia Museum of Art (2009)

La foneria de bales es va mantenir popular entre els tiradors acostumats a les armes més antigues. Les armes de foc sovint es venien amb un motlle dissenyat per a aquesta arma en particular; de manera que els individus que viuen en zones remotes podrien fabricar la seva pròpia munició en lloc de dependre de subministraments poc fiables dels comerciants locals. L'ajust uniforme de les bales d'un motlle individual oferia una precisió superior quan les toleràncies de fabricació inicials eren relativament grans.
Aquests avantatges bàsics segueixen vigents avui dia. Es poden obtenir motlles per llançar bales uniformement d'un diàmetre que produeixen una precisió òptima en una arma de foc específica, i un propietari d'arma de foc que posseeix un motlle d'aquest tipus pot obtenir un subministrament d'aquestes bales independent de fabricants i distribuïdors poc fiables. Les bales llançades sobre una llar de foc o una estufa a partir de materials de ferralla que es poden obtenir encara ofereixen un rendiment excel·lent en cartutxos de revòlver subsònic, i les tècniques de fosa més sofisticades poden produir bales adequades per carregar-se a velocitats de fins a uns 2,000 peus per segon (610 m/s). Els avenços recents en Cast Bullet Lubes han permès als tiradors poder empènyer les bales llançades més enllà de 2,800 peus per segon (850 m/s) en rifles de gir lent de 30 cal.

## Seguretat
Encara que alguns procediments de llançament de bala es poden aconseguir amb elements de calefacció utilitzats per cuinar; s'ha de tenir cura d'evitar contaminar les zones de preparació d'aliments i/o estris amb aliatges de plom. La majoria de les rodes de bales prefereixen fer servir greixos elèctrics portàtils en zones amb bona ventilació. El metall fos pot causar cremades greus; i el metall fos es pot ruixar al voltant de l'àrea de treball mitjançant l'expansió violenta del vapor si entra en contacte amb l'aigua de les begudes vessades o d'altres fonts. Els arrossegadors de bala han de portar roba protectora, inclosa protecció ocular, i s'han de rentar les mans amb cura abans de menjar, beure o fumar. Els nens petits són especialment vulnerables a l'enverinament per plom i és poc probable que apreciïn el perill del metall fos brillant i les bales recentment colades. El llançament de bales s'ha de limitar als moments i llocs en què els nens estan absents. El risc particular prové dels òxids de plom i altres metalls presents en els aliatges de plom, ja que els òxids sovint s'absorbeixen més fàcilment que les formes metàl·liques. Això significa que l'escòria que s'elimina de l'olla de plom pot suposar un perill més gran que els aliatges metàl·lics.

## Lubricació
El sèu o llard de porc s'utilitzava com a lubricant per facilitar la inserció de bales carregades de morrió. Les bales de rifle allargades es van dissenyar per ser llançades amb solcs que envolten la bala per proporcionar un dipòsit per al lubricant. Aquests lubricants van suavitzar l'encrassement de la pólvora negra per facilitar l'eliminació i van reduir la tendència de les bales a deixar dipòsits de plom al canó mentre es disparaven. Aquest últim avantatge va continuar sent significatiu amb la pólvora sense fum. Els intents d'obtenir un rendiment satisfactori a alta velocitat amb bales de fosa han inclòs l'experimentació amb una varietat de barreges de lubricants, com ara cera d'abelles, cera de carnauba, cera japonesa, cera de bayberry, parafina, vaselina, oli d'esperma, oli de ricí, alcohol estearílic, lauril. alcohol, grafit, bisulfur de molibdè, mica, òxid de zinc, tefló, greix de tasses, sabó de liti, greix de bomba d'aigua i una varietat de materials lubricants més moderns.

## Aliatges

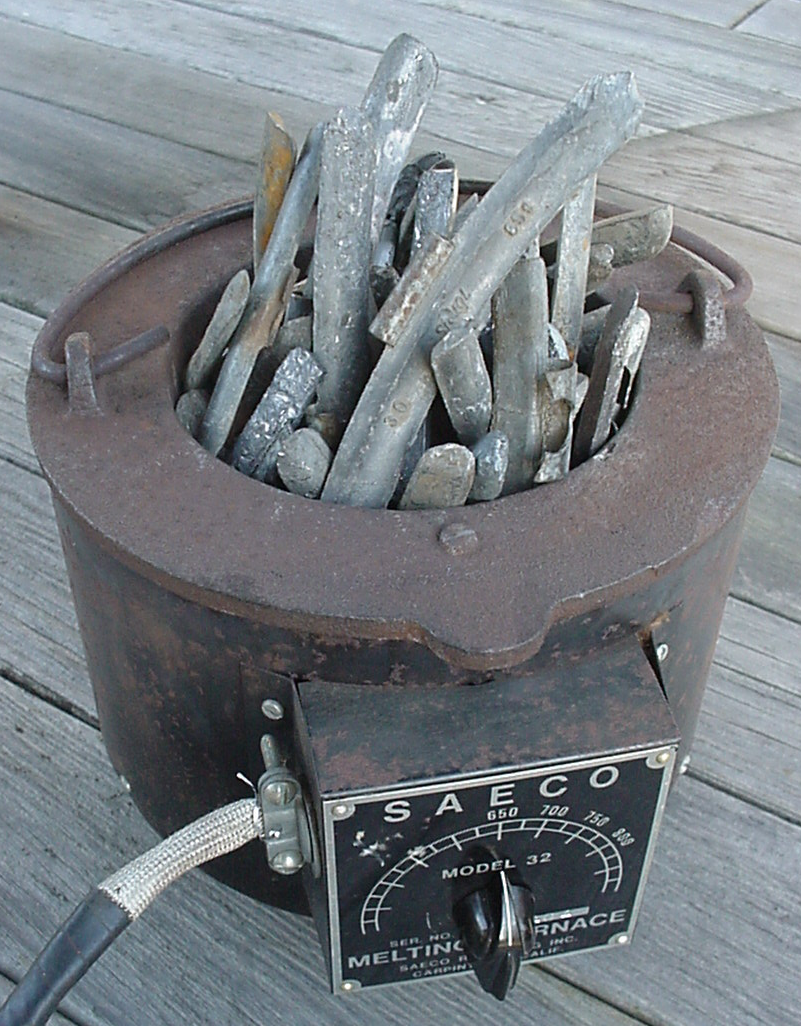
Crisol elèctric carregat amb pesos de rodes d'automòbil en preparació per a la fosa de bala. S'afegirà una petita quantitat de soldadura després que els clips d'acer i l'escòria s'hagin retirat de la massa fosa.

El plom pur es va utilitzar per llançar bales de base buida per als mosquets de l'època de la Guerra Civil. Aquestes bales van ser dissenyades per carregar fàcilment i després expandir-se a les ranures de la estria quan es disparaven. El plom pur és indesitjablement tou per llançar bales que no requereixen aquesta expansió. L'estany és un element d'aliatge comú. El plom aliat amb una petita quantitat d'estany omple els motlles de manera més uniforme que el plom pur. L'estany també augmenta la duresa de les bales de fosa fins a un màxim d'un vuit a un deu per cent d'estany. L'estany és relativament car, de manera que molts aliatges moderns depenen de l'antimoni per augmentar la duresa mentre mantenen els avantatges de fosa d'una addició mínima d'estany. El metall linotip és un aliatge eutèctic d'un 3% d'estany, un 12% d'antimoni i un 85% de plom. És un aliatge molt satisfactori per a la fosa de la majoria de bales.

## Tractament tèrmic
El tractament tèrmic pot augmentar la duresa dels aliatges de plom utilitzats habitualment. El procediment bàsic és refredar o apagar ràpidament les bales calentes. Alguns suggereixen que això es pot fer deixant caure bales calentes del motlle a una tina d'aigua; però aquest procediment comporta el risc d'esquitxar aigua al motlle o al metall fos i provocar una explosió de vapor. Un procediment alternatiu és tornar a escalfar les bales de fosa (normalment en una cistella de malla de filferro) en un forn amb temperatura controlada i després treure i apagar. La temperatura del forn ha de ser inferior a la temperatura de fusió de l'aliatge de bala. Aquesta temperatura variarà amb les concentracions d'elements d'aliatge; però sovint es troba en el rang de 450 a 500 graus Fahrenheit (232 a 260 graus Celsius).

## Galeria

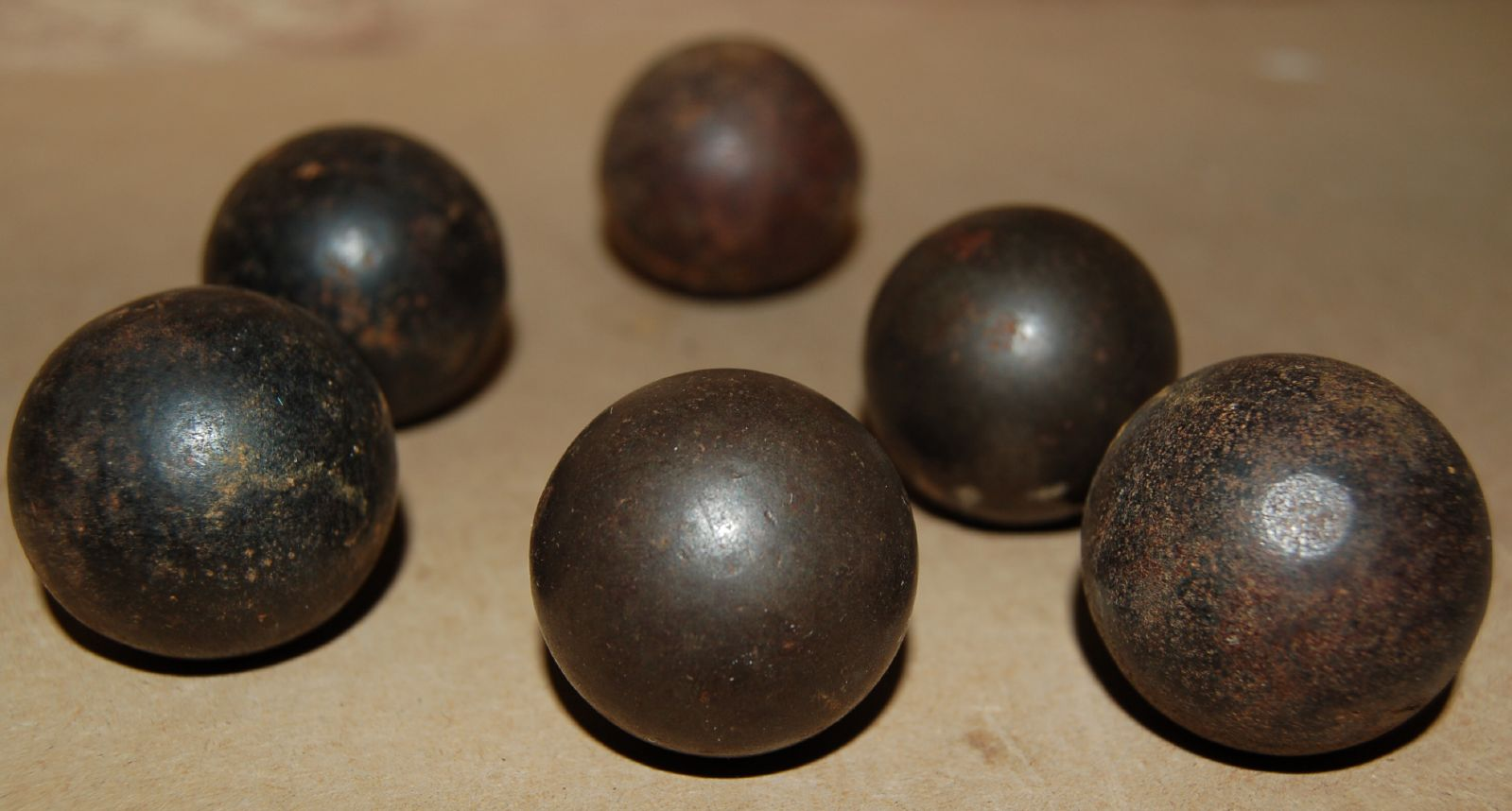
Algunes bales de mosquet rodones (mitjans 1600)
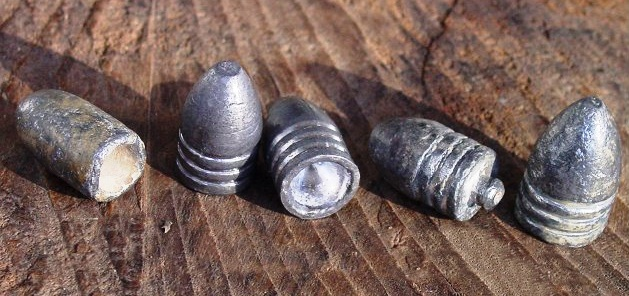
Algunes bales de fosa tipus Minié (mitjans 1800)
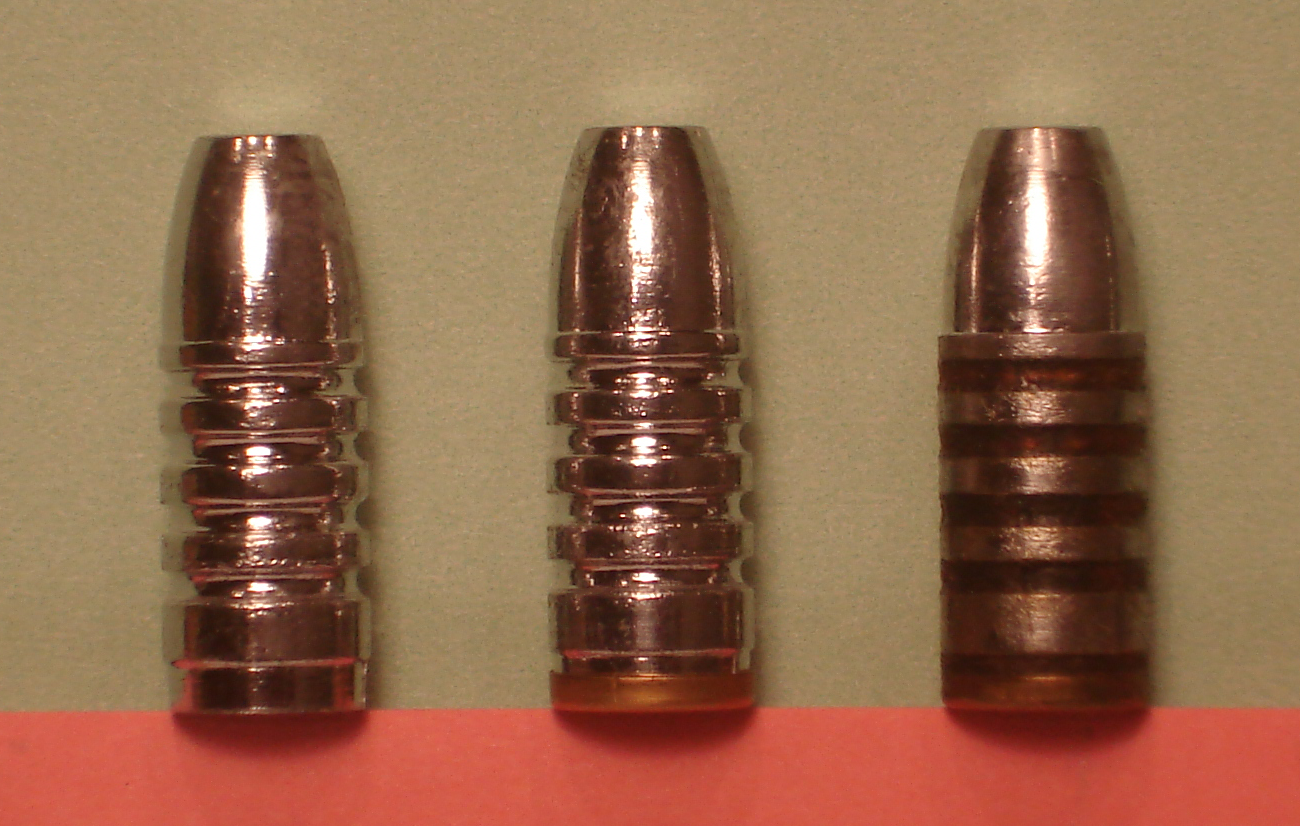
Una bala de fosa contemporània en fase de preparació: amb control de gas al seu lloc (centre) i ja lubricada (dreta)